# ゼリービーンズ

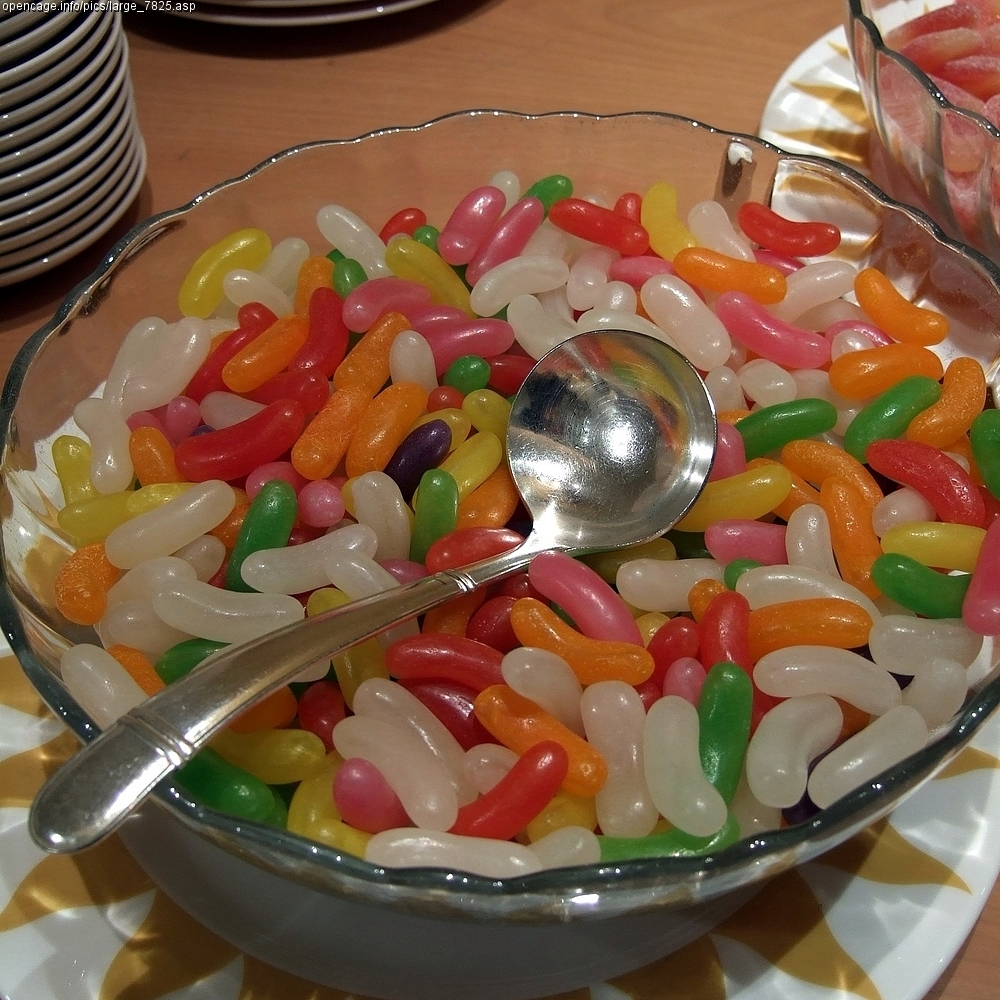
ゼリービーンズ ホテルのビュッフェスタイル朝食にて

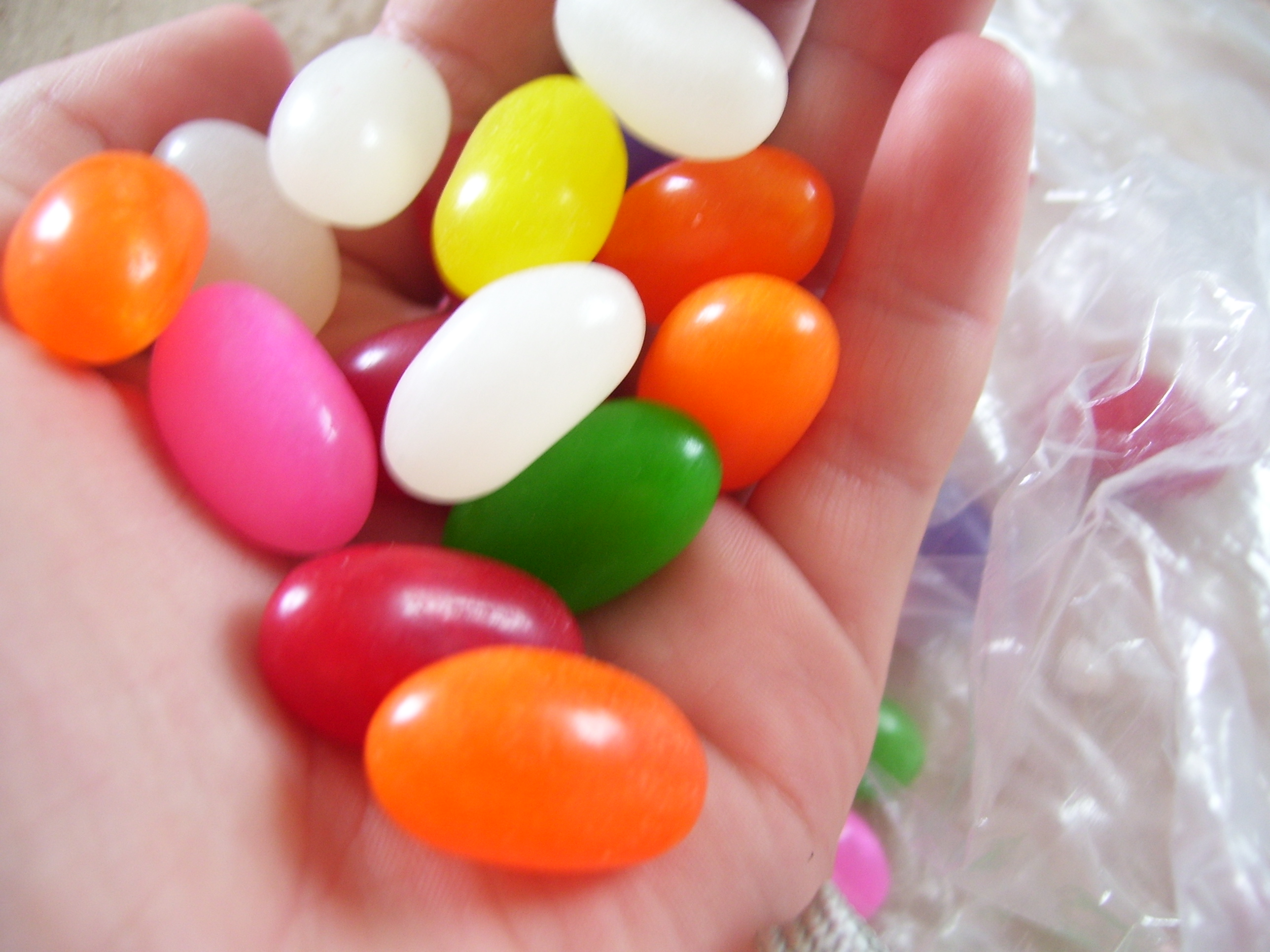

ゼリービーンズあるいはジェリービーンズ (Jelly Beans) は、ソラマメ型をした砂糖菓子の一種である。

## 概説
砂糖・水飴・デンプンあるいは寒天を使ってゼリーを作り、コーンスターチを厚く敷いた箱の中で豆型にして、ある程度乾燥させる。できあがったものを回転鍋に入れ、粉砂糖でコーティングした後、蜜蝋で表面を固め、つやを出す。
愛らしい形ときれいな色が特徴。様々な色と風味がある。果物やハッカ味の他にも、様々な風味の物が開発されている（ただし中の柔らかい部分は、どの風味でも同じ味になっていることも多い。なお、米国ジェリーベリー社の製品では内部も異なるフレーバーとなっている。）欧米では非常にポピュラーな菓子である。
デビュー直後のジョージ・ハリスンがインタビューで好きな食べ物を問われた際にゼリービーンズと答えたために、コンサートごとに多くのファンによってステージへ投げ入れられ、ある時には目に当たって怪我をしたこともある。1963年9月には、ファンレターへの返事の追伸に「危ないのでステージへ投げ入れないで欲しい」と訴えている。
アメリカ合衆国大統領のロナルド・レーガンはこの菓子が大好きだったことでもよく知られている。1967年のカリフォルニア州知事に就任の際に、禁煙のために食べ始めたのが最初とされているが、1981年の大統領就任の際には、3.5トンのゼリービーンズが就任式典で消費されたという。この時、製造元であるジェリーベリー社は星条旗にちなんだ青色を出すため、新たにブルーベリー味のビーンズを製作した。

## スラングとしてのゼリービーンズ
1910年代から1920年代の初期の米国では、女性をひきつけるために服装には気をつかっているものの、他には何の取り得のない若い男性のことを、俗に「ゼリービーン」と呼んだ。類義語としては、それ以前によく使われていた「ダンディ」（dandy）「ファップ」（fop）、またこの少し後に使われた「ドラッグストア・カウボーイ」（drugstore cowboy）がある。また、「ゼリービーン」は、いわゆるポン引きを示す言葉としても使われた。
この意味で「ゼリービーン」を使用した作品としては、1940年代のフィル・ハリスの人気曲『ゼリービーン』、スコット・フィッツジェラルドの短編『ゼリービーン』などがある。